# كأس نيوزيلندا 1960
كأس نيوزيلندا 1960 (بالإنجليزية: 1960 Chatham Cup)‏ هو موسم من كأس نيوزيلندا. فاز فيه North Shore United AFC ‏.